# Hādī Gavāber
Hādī Gavāber (persiska: هادی گوابر) är en ort i Iran.   Den ligger i provinsen Gilan, i den norra delen av landet, 180 km nordväst om huvudstaden Teheran. Hādī Gavāber ligger 251 meter över havet och antalet invånare är 153.
Terrängen runt Hādī Gavāber är varierad. Runt Hādī Gavāber är det ganska tätbefolkat, med 134 invånare per kvadratkilometer. Närmaste större samhälle är Rūdsar, 11,9 km norr om Hādī Gavāber. I omgivningarna runt Hādī Gavāber växer i huvudsak blandskog.